# Beta Ethniki 1959-1960
La Beta Ethniki 1959-1960 è la 1ª edizione del campionato greco di calcio di secondo livello.

## Girone Nord

### Squadre partecipanti
| Squadra              | Città     |
| -------------------- | --------- |
| Apollon Serron       | Serres    |
| Aspis Xanthi         | Xanthi    |
| Iraklis Kavala       | Kavala    |
| Meliteas             | Salonicco |
| Olimpo Katerini      | Katerini  |
| Olympiakos Kozani    | Kozani    |
| Orfeas Xanthi        | Xanthi    |
| Thermaïkos Salonicco | Salonicco |

### Classifica
|  | Pos. | Squadra              | Pt | G | V | N | P | GF | GS | DR  |
|  | ---- | -------------------- | -- | - | - | - | - | -- | -- | --- |
|  | 1.   | Thermaïkos Salonicco | 38 | ? | ? | ? | ? | 29 | 7  | +22 |
|  | 2.   | Olimpo Katerini      | 34 | ? | ? | ? | ? | 30 | 15 | +15 |
|  | 3.   | Olympiakos Kozani    | 28 | ? | ? | ? | ? | 27 | 17 | +10 |
|  | 4.   | Aspis Xanthi         | 25 | ? | ? | ? | ? | 16 | 16 | 0   |
|  | 5.   | Iraklis Kavala       | 25 | ? | ? | ? | ? | 16 | 28 | -12 |
|  | 6.   | Apollon Serron       | 24 | ? | ? | ? | ? | 22 | 30 | -8  |
|  | 7.   | Orfeas Xanthi        | 23 | ? | ? | ? | ? | 15 | 22 | -7  |
|  | 8.   | Meliteas             | 20 | ? | ? | ? | ? | 10 | 30 | -20 |

Legenda:

      Ammesse in Alpha Ethniki 1960-1961

## Girone Centro

### Squadre partecipanti
| Squadra             | Città   |
| ------------------- | ------- |
| Egaleo              | Egaleo  |
| Fostiras            | Tavros  |
| Kadmos Thivas       | Tebe    |
| Larisaïkos          | Larissa |
| Nikī Volo           | Volos   |
| Olympiakos Chalkida | Calcide |
| Pallamiaki          | Lamia   |
| Panogiannios Rodi   | Rodi    |

### Classifica
|  | Pos. | Squadra             | Pt | G | V | N | P | GF | GS | DR  |
|  | ---- | ------------------- | -- | - | - | - | - | -- | -- | --- |
|  | 1.   | Fostiras            | 39 | ? | ? | ? | ? | 29 | 9  | +20 |
|  | 2.   | Egaleo              | 34 | ? | ? | ? | ? | 22 | 13 | +9  |
|  | 3.   | Nikī Volo           | 33 | ? | ? | ? | ? | 36 | 15 | +21 |
|  | 4.   | Olympiakos Chalkida | 31 | ? | ? | ? | ? | 26 | 20 | +6  |
|  | 5.   | Kadmos Thivas       | 24 | ? | ? | ? | ? | 24 | 26 | -2  |
|  | 6.   | Pallamiaki          | 21 | ? | ? | ? | ? | 19 | 35 | -16 |
|  | 7.   | Larisaïkos          | 18 | ? | ? | ? | ? | 14 | 35 | -21 |
|  | 8.   | Panogiannios Rodi   | 16 | ? | ? | ? | ? | 11 | 28 | -17 |

Legenda:

      Ammesse in Alpha Ethniki 1960-1961

## Girone Sud

### Squadre partecipanti
| Squadra             | Città     |
| ------------------- | --------- |
| Apollōn Kalamarias  | Kalamaria |
| Atromītos Pireo     | Il Pireo  |
| Ergotelīs           | Candia    |
| OFI Creta           | Candia    |
| Olympiakos Patrasso | Patrasso  |
| Panaitōlikos        | Agrinio   |
| Panelefsiniakos     | Eleusi    |
| Pannafpliakos       | Nauplia   |

### Classifica
|  | Pos. | Squadra             | Pt | G | V | N | P | GF | GS | DR  |
|  | ---- | ------------------- | -- | - | - | - | - | -- | -- | --- |
|  | 1.   | Atromītos Pireo     | 34 | ? | ? | ? | ? | 25 | 15 | +10 |
|  | 2.   | Panelefsiniakos     | 34 | ? | ? | ? | ? | 32 | 19 | +13 |
|  | 3.   | Ergotelīs           | 30 | ? | ? | ? | ? | 15 | 14 | +1  |
|  | 4.   | Pannafpliakos       | 29 | ? | ? | ? | ? | 23 | 23 | 0   |
|  | 5.   | Panaitōlikos        | 28 | ? | ? | ? | ? | 19 | 16 | +3  |
|  | 6.   | OFI Creta           | 27 | ? | ? | ? | ? | 13 | 18 | -5  |
|  | 7.   | Olympiakos Patrasso | 26 | ? | ? | ? | ? | 18 | 20 | -2  |
|  | 8.   | Apollōn Kalamarias  | 16 | ? | ? | ? | ? | 10 | 30 | -20 |

Legenda:

      Ammesse in Alpha Ethniki 1960-1961

### Spareggio per il primo posto
| Squadra 1       | Risultato | Squadra 2       |
| --------------- | --------- | --------------- |
| Atromitos Pireo | 1 – 0     | Panelefsiniakos |